# Mutter (gestionnaire de fenêtres)
Pour les articles homonymes, voir Mutter.
Mutter est un gestionnaire de fenêtres pour X11 et un compositeur pour Wayland. Il est à la base du GNOME Shell, le Shell de l’environnement graphique GNOME à partir de sa version 3.0. 
Publié sous licence GPL, il est construit sur les bibliothèques GTK+ et Clutter (cette dernière qui a été développée par OpenedHand, société depuis rachetée par Intel, s'appuie sur OpenGL pour accélérer l'affichage en tirant parti de la puissance du processeur graphique).
Le nom « Mutter » provient de la contraction de « Metacity » et « Clutter » : Mutter est, en effet, né de la modification du premier pour utiliser le second.
Le travail d'adaptation de GNOME pour le rendre compatible avec Wayland a été l'occasion d'une remise à plat du code de Mutter durant le cycle de développement de GNOME 3.14.